# Цаласкури
Цаласкури (груз. წალასყური) — село в Грузии, на территории Гардабанского муниципалитета края (мхаре) Квемо-Картли.

## География
Село находится в юго-восточной части Грузии, в пределах южного склона Телетского хребта, на расстоянии приблизительно 28 километров (по прямой) к северо-западу от города Гардабани, административного центра муниципалитета. Абсолютная высота — 647 метров над уровнем моря.

## Население
По результатам официальной переписи населения 2014 года в Цаласкури проживало 593 человека (292 мужчины и 301 женщина). В национальной структуре населения грузины составляли 99,5 %, армяне — 0,5 %.
| Год  | Население, человек |
| ---- | ------------------ |
| 2002 | 561                |
| 2014 | ↗ 593              |